# ماء ابیض (استان تبسه)
ماء ابیض (استان تبسه) (به عربی: الماء الأبيض) یک شهرداری در الجزایر است که در استان تبسه واقع شده‌است.